# Nasro milan
Les informations concernant l’artiste nommé Cheb Nasro Milan.
Cheb Nasro Milan est un artiste émergent de la scène raï à Oued-Sly, dans la région de Chlef, en Algérie. Voici un aperçu de sa carrière musicale :
🎤 Cheb Nasro Milan – Artiste émergent de la scène raï
Origine : Oued-Sly, Chlef, Algérie
Genre musical : Raï moderne
Style : Mélange de raï traditionnel et de sonorités contemporaines
📅 Discographie sélective
| Année | Titre (Traduction)                                  |
| 2019  | Gouli Wah (Dis-moi oui)                             |
| 2020  | Ft Apatchi                                          |
| 2021  | El Ghorba (Être à l’étranger)                       |
| 2021  | Oued-Sly / MCBOS (Fan de football)                  |
| 2022  | Jdid (Les Anciens)                                  |
| 2023  | Ghzal Sahra                                         |
| 2024  | Tfakert Maa w Boya (Je pense à ma mère et mon père) |
| 2025  | Harba Harba Berwali                                 |
| 2025  | Sa3fini Ndiro Rai Chbab                             |

🎧 Écouter sa musique
Cheb Nasro Milan est présent sur plusieurs plateformes de streaming, notamment :
·      Amazon Music
·       Apple Music
Cheb Nasro Milan a actuellement plusieurs clips vidéo disponibles sur les principales plateformes de streaming ou de vidéos en ligne. Vous pouvez trouver certaines de ses performances et clips sur des plateformes comme YouTube.
Voici quelques vidéos où vous pouvez découvrir son travail :
·      "Gouli Wah" (2019) : Un clip vidéo de cette chanson est disponible sur YouTube.
·      "Ft Apatchi" (2020) : Cette chanson est également présente sur YouTube.
·      "El Ghorba" (2021) : Vous pouvez écouter cette chanson sur YouTube.YouTube+1
·      "Oued-Sly / MCBOS" (2021) : Disponible sur YouTube.
·      "Jdid" (2022) : Retrouvez cette chanson sur YouTube.
·      "Ghzal Sahra" (2023) : Disponible sur YouTube.
·      "Tfakert Maa w Boya" (2024) : Vous pouvez écouter cette chanson sur YouTube.
·      "Harba Harba Berwali" (2025) : Disponible sur YouTube.YouTube+5YouTube+5YouTube+5
·      "Sa3fini Ndiro Rai Chbab" (2025) : Retrouvez cette chanson sur YouTube.